# Cerapachys singularis
Cerapachys singularis é uma espécie de formiga do gênero Cerapachys.